# Čužnja vas
Čužnja vas – wieś w Słowenii, w gminie Mokronog-Trebelno. W 2018 roku liczyła 123 mieszkańców.